# Morti nel 1107
| Questa pagina contiene informazioni ricavate automaticamente dalle voci biografiche con l'ausilio del template Bio e di un bot. L'aggiornamento è periodico e automatico e ricostruisce completamente la pagina. Se manca una persona in questa lista, sei pregato di non aggiungerla, ma accertati piuttosto che la sua voce biografica contenga il template Bio e che i dati anagrafici siano correttamente compilati. Se il template Bio manca, inseriscilo tu stesso o, in alternativa, metti l'avviso {{tmp\|Bio}} che ne segnala la mancanza. Se i dati riportati sono sbagliati, correggi direttamente la voce biografica; le modifiche saranno visibili in questa lista entro pochi giorni. Per chiarimenti vedi il progetto biografie. La lista contiene solo le 17 persone che sono citate nell'enciclopedia e per le quali è stato implementato correttamente il template Bio. Pagina aggiornata al 2 mag 2025. |

- 8 gennaio - Edgar di Scozia, re (n. 1074)
- 20 gennaio - Benedetto Ricasoli, religioso italiano
- 7 maggio - Eufemia, nobile bizantina
- 24 maggio - Raimondo di Borgogna, sovrano
- 15 giugno - Dagoberto da Pisa, arcivescovo cattolico italiano
- 9 agosto - Horikawa, imperatore giapponese (n. 1079)
- 8 settembre - Richard de Redvers, nobile francese
- 9 settembre - Roger Bigod, conte di Norfolk, cavaliere medievale normanno
- 13 settembre - Zaida di Siviglia, principessa e regina (n. 1070)
- 26 settembre - Maurice, vescovo cattolico inglese
- Andrea di Strumi, religioso italiano
- Robert Fitzhamon, cavaliere medievale normanno
- Goffredo di Winchester, poeta francese
- Mi Fu, pittore e poeta cinese (n. 1051)
- Prochor di Pečers'k, monaco cristiano ucraino
- Qilij Arslan I, condottiero turco (n. 1079)
- Abu Shugia, giurista arabo (n. 1042)